# Șureanu
Munții Șureanu (čti [muncii šureanu]) neboli Munții Sebeșului (podle řeky Sebeș) je pohoří v Rumunsku. Nejvyšší horou je Vârful lui Pătru v jihovýchodní části pohoří. Șureanu nemá výraznější hlavní hřeben, přesto ho lze vysledovat ve směru jihovýchod – severozápad. Od jihovýchodu se Șureanské hory vějířovitě větví v mnoha hřebenech, přičemž od ostatních hor jsou odděleny řekami. Na jihu od Parângu je to řeka Jiu de Est a od Retezatu říčka Strei. S tímto pohořím je Șureanu spojeno sedlem Pasul Bănița, na východě od hor Cindrel a Lotru je to řeka Frumoasa, která později mění jméno na Sebeș.

## Popis hor a geologie

### Popis hlavních hřebenů a masivů
Geologicky je pohoří tvořeno většinou krystalickými břidlicemi, ale na jihovýchodě jsou i rozsáhlé vápencové a na severovýchodě pískovcové oblasti. Șureanu je velmi složité a komplikované pohoří, hlavní hřeben je klikatý a mnohokrát se stáčí různými směry. V horách je také mnoho bočních hřebenů, z nichž ty nejvýznamnější jsou od jihu: Canciu, Jigoru Mare, Răchita, Meleia a Godeanu.
Orientačním bodem uprostřed tří pohoří je hora Poiana Muierii (1756 m), kde navazuje Paring a nepřímo Lotru. Asi kilometr měrem na západ leží vrchol Tărtărău (1777 m) a hned pod ním sedlo Pasul Tărtărău (1678 m), kde navazuje zmiňované Lotru. Avšak hlavní hřeben Șureanu směřuje od kopce Poiana Muierii k severu, přičemž se všelijak větví do krátkých hřebínků.
Brzy stočí k severozápadu a vystoupá na nejvyšší bod pohoří Vârful lui Pătru. Z jeho masivu vybíhá mnoho bočních hřebenů, přičemž některé jsou opravdu dlouhé. Severní hřeben k hoře Canciu (1766 m) dosahuje až severních konců pohoří a měří 50 kilometrů. Jde nejdelší boční hřeben v Șureanu. Jako hlavní severní větev klesá od vrcholu lui Pătru o 500 metrů níž, brzy vystoupá na zmiňovaný Canciu a dál pokračuje k severu přes mnoho sedel a kopců. Jde většinou o zalesněné vrcholy, z nichž nejvýznamnější jsou Păltinei (1687 m), Comanului (1618 m) a Tomnătăcelu (1375 m). Od tohoto vrcholu se hřeben stáčí mírně k západu, stává se už hospodářsky významným (množství salaší a těžba dřeva) a asi po 5 kilometrech se na místě Cărări dělí na dvě větve rozdělené potokem Pianul. Východní větev ještě kulminuje kopcem Stroe (1106 m), západní je nižší, ale zalesněnější a jmenuje se podle druhého nejvyššího vrcholu Văratic (800 m).
Hlavní hřeben se od Vârful lui Pătru stáčí nejprve k západu a k severu klesne do sedla Curmătura Șureanu. Z tohoto sedla vystoupá na horu Șureanu (2059 m) a stočí se opět k západu. Východně od vrcholu se nachází stejnojmenné největší pleso těchto hor a také horská chata Șureanu. Travnatý terén vede dál směrem k hoře Gropșoara (1901 m) a k jejímu západnímu vrcholu Comărnicel (1894 m), kde se hlavní hřeben opět stáčí k severu. Zároveň odtud vybíhá k jihu nenápadný, ale významný hřeben, který Șureanu spojuje s pohoří Retezat. Nejprve klesá k jihu, pak se několikrát stočí k západu, aby postupně dosáhl kopce Jigoru Mare (1499 m). Z něj vede několik rozsoch, přičemž ta nejméně nápadná (Vîrtoape) od západního vrcholu Jigorel (1416 m) vede do sedla Pasul Bănița (759 m), které je pojítkem s pohořím Retezat.
Hlavní hřeben se na kopci Comărnicel stáčí k severu, kde dosáhne kopce Bătrina (1792 m). Tady se opět stočí k západu a zároveň zde vybíhá další poměrně dlouhá rozsocha směrem k severním nížinám. Jde o hřeben Răchita a končí nad vesnicí Cugir při soutoku potoků Cugir a Râul Mic. Hlavní hřeben brzy dosahuje kopce Steaua Mare (1730 m), kde se opět stáčí k severu a k jihozápadu vybíhá významný boční hřeben Meleia.
Hřeben Meleia postupně klesá lesem přes mnoho nevýrazných vrcholů a sedel až dosahuje nejrozsáhlejší krasové oblasti v Șureanu. Na místě Porumbelu Mare se hřeben dělí, aby se pak opět spojil nad slavnou jeskyní Cioclovina. Celé údolí Ohaba Ponorului je slepé a lze ho obejít po hřebeni. Voda se propadá do podzemí pod kopcem Plopi (1147 m) a ústí v jeskyni Șura Mare na jihu krasu u vesnice Ponor. Tento jeskynní systém dosahuje délky 6 kilometrů a z velké části jím lze volně projít. V oblasti je mnohem více jeskyní, popsány jsou níže. Tento boční hřeben se pak často větví a vyplňuje západní oblasti Șureanu, končí v údolí řeky Strei. Od krasové oblasti u Ciocloviny se táhne nenápadný hřebínek Birnei na západ, aby se zde stočil k severu a vytvořil rozsáhlý masiv Ursici. Masiv Ursici je dlouhý 15 kilometrů, jeho hřeben se táhne ve směru jihozápad – severovýchod a nejvyšším vrcholem je 1031 metrů vysoký kopec Crucii. Většinou je to zalesněná oblast, pouze nejvyšší partie jsou využívány k pastevectví a stejně tak i krasová oblast na jihu je osídlena a hospodářsky využívána.
Od Steaua Mare se hlavní hřeben Șureanu po několikáté stáčí k severu a na místě Scirna tvoří další boční větev, která vybíhá k západu. Samotný hlavní hřeben se zde stáčí k severovýchodu. Jedná se o hřeben Godeanu (1656 m), který svými hřebeny vyplňuje severozápadní části hor. Na jednom z jeho hřebínků se nachází slavné dácké sídlo Sarmizegetusa Regia. Krasová oblast u Ciocloviny a dácké sídlo jsou součástí rozsáhlého přírodního parku Grădiștea Muncelului – Cioclovina.
Po pár kilometrech u hory Lupșei (1487 m) se hlavní hřeben stáčí opět k severozápadu, klesne do sedla Prislop (1100 m) s turistickou útulnou a vystoupá na dvojvrchol Plǎvaia–Tomnătăcelu (1250 m), kde se naposledy dělí. Východní větev je o něco vyšší (s 1124 metrů vysokým vrcholem Fața Bătrina) a směřuje přímo k severu, aby po pár kilometrech klesla k městečku Cugir. Západní větev se nazývá Ciungu, dosahuje 1022 m a končí u města Oraștie.

## Vodstvo

### Řeky
Șureanu jsou z většiny světových stran obklopeny řekami. Na jihu od Paringu je odděluje řeka Jiu de Est. Tato řeka vzniká soutokem několika potoků, z nichž ten největší Bîrlogu Mare pramení přímo pod horou Vârful lui Pătru. Do Jiu de Est ústí z Șureanu mnoho potoků, největší z nich je Taia, který pramení pod horou Gropșoara. Říčka Banița odděluje Șureanu od Retezatu, je také přítokem Jiu de Est ve městě Petrila. Má několik zdrojnic v oblasti hřebene Jigoru.
Na druhou stranu od sedla Pasul Banița teče řeka Strei. Má několik zdrojnic, z nichž je bezesporu nejvýznamnější potok Petroș, pramenící pod vrcholem Bătrina. Dál následuje několik přítoků Strei, které protékají výrazně zkrasovatělou oblasti Cioclovina. Důležitým tokem je Ohaba Ponorului. Strei se dál stáčí k severu kolem masivu Ursici a u vesnice Subçetate se spojuje s velkými řekami Retezatu. Navíc zde končí hranice s Retezatem, ale začíná hranice mezi pohořím Poiana Rusca. Významným přítokem řeky Strei je potok Luncani, který odděluje masiv Ursici od zbytku pohoří a odvádí vody ze severozápadního koutu krasové planiny Cioclovina. Jeden z jeho přítoků právě jeskyní Cioclovina protéká.
Významnou řekou severu je Oraștie, která již ústí do řeky Mureș. Pramení pod sedlem Scirna a jako potok Godeanu se obtáčí kolem tohoto masivu. Přímo nad tímto tokem leží dácké sídlo Sarmizegetusa Regia. Významným přítokem řeky Oraștie je potok Sibișel, který hřeben Godeanu vymezuje ze severovýchodu. Dalším tokem severu je říčka Cugir, která odděluje masiv Canciu od západnějších masivů. Pramení na severním svahu Vârful lui Pătru.
Východní hranicí hor Șureanu je řeka Sebeș (na středním toku Oașa, na horním toku Frumosașa), která Șureanu dělí od pohoří Cindrel. Na jejím toku je mnoho přehrad, řeka pramení mimo pohoří Șureanu.

### Jezera
V Șureanu se nenachází velké množství jezer. Nejdůležitější je bezesporu jezero Șureanu, které se nachází pod vrcholem, který dal jméno jemu, tak i celému pohoří. V horách se nachází i několik dalších bezejmenných, většinou jen sezónních jezírek. Jezero Șureanu leží ve výšce 1790 m v morénovém karu na východním úbočí hory. Jeho rozloha je půl ha a maximální hloubka dosahuje 7 metrů. Několik jezer se nachází i v krasové oblasti Cioclovina (zaplavená dna propastí nebo závrtů).

### Přehrady
V Șureanu je i několik přehrad. Především na řece Sebeș leží na horním toku největší přehrada oblasti Oașa (tok se ve střední části tak nazývá). Dál po proudu leží menší přehrada Tău–Bistra, ještě níž malá Obreja de Capilna (někdy zvaná Nedeia). Těsně nad městem Sebeș je poslední malá přehrada Petrești. O údolí vedle na západ teče potok Cugir, na jehož horním toku je malá přehrada Canciu.

### Vodopády
Vodopádů je v horách poměrně málo na tak velikou plochu, nicméně i v Șureanu jsou k nalezení. Významný vodopád se nachází na potůčku Šipot, který padá ze skal kopce Răchițava do údolí říčky Petroș. Větší množství vodopádů se nachází v údolí Morii pod jeskyní Cioclovina.

## Krasové útvary
Șureanu není pohoří, které by bylo proslavené pro své krasové útvary tak moc jako například Munții Bihorului, přesto je poměrně bohaté na menší soutěsky s dalšími krasovými jevy. První od východu leží soutěska Culmea Piatra na potoku Taia těsně nad městem Petrila. O něco výraznější soutěska leží na západnějším potoku Roșie (také nad městem Petrila). Další soutěska se nachází u vesnice Peștera. Jde o krátkou, ale krásnou soutěsku potoka Galbena, který ve spodní části teče do průchozí jeskyně Bolii a teče skrz. Hned poté potok ústí do říčky Banița. Banița tvoří soutěskovité údolí, které je možné projít po dně potoka. Nachází se na jejím horním toku nad sedlem Pasul Banița pod skálou Piatra Joidii.
Mnohem více soutěsek a krasových jevů se nachází na druhé straně zmiňovaného sedla. Soutěska přímo mezi vesnicemi Merișor a Crivadia se nachází na potoku Cheii, což je jeden z přítoků řeky Strei. Stejně tak i severní přítoky potoka Cheii tvoří soutěsky, snad například na potůčku Jgheabului.
Významný je i kaňon potoka Petroș, který je hluboce zaříznutý mezi okolní svahy. Několik jeho přítoků tvoří také soutěsky, jsou zde četné jeskyně a několik vodopádů.
Další kaňony a hluboce zaříznutá údolí jsou na potocích Ohaba Ponorului a Ponorici. Nádherný kaňon je vytvořen i na potoku Văratec.
Poslední výraznější soutěskou je část údolí řeky Oașa pod přehradou Tău–Bistra, kde je také vytvořeno krátké kaňonovité údolí.

## Turistika a ochrana přírody
Pohoří není největší turistickou destinací v Rumunsku, ale přesto je navštěvováno i českými turisty. Největším tahákem je starobylé dácké město Sarmizegetusa Regia, které je opravené a zapsáno na prestižním seznamu UNESCO. Kousek od něj se nachází rozsáhlý krasový systém, kde je turisticky atraktivní zmiňovaná jeskyně Cioclovina, která tvoří spolu s jeskyní Ponor přes šest kilometrů dlouhý systém protékaný podzemní říčkou. Z krasových útvarů se také často navštěvuje jeskyně Bolii.
Masiv není příliš zastavěn horskými chatami, k dispozici je ale velké množství salaší. Na jihu pohoří v údolí potoku Jiul de Est je chata Voievodu. Mimo Șureanu leží chata Obirsia Lotrului na jihovýchodě masivu. Další chata leží u přehrady Oașa, také u jezera Șureanu je horská chata. Poslední chata je v sedle Prislop na severu pohoří.
V horách se nachází pouze jedno chráněné území a to přírodní park Grădiștea Muncelului – Cioclovina v jihozápadní části masivu.